# Operabase
Operabase — это глобальная онлайн-база данных для профессионалов оперного искусства и рядовых его ценителей. В ней содержатся сведения об оперных постановках, театрах, труппах, исполнителях и их агентах. По базе данных можно установить самые репертуарные оперы в тот или иной период, а с 2021 года — также самые исполняемые симфонические и хоровые произведения.
Проект был основан в 1996 году английским разработчиком программного обеспечения и поклонником оперы Майком Гиббом. Изначально это был любительский проект, но через три года сайт стал его основным занятием. В 2012 году журнал Opera описывал Operabase как «самый полный источник данных об оперной деятельности».
В 2018 году Гибб продал Operabase компании Truelinked. Позже сайт приобрела датская фирма Arts Consolidated, которая объявила о планах расширения базы данных за счёт включения в неё симфонических и хоровых произведений; обновлённая версия сайта была запущена в 2021 году. За плату профессиональные информационные услуги доступны для компаний, фестивалей, оперных театров, оркестров, хоров, агентств, артистов, академических кругов и журналистов.